# The Color Run

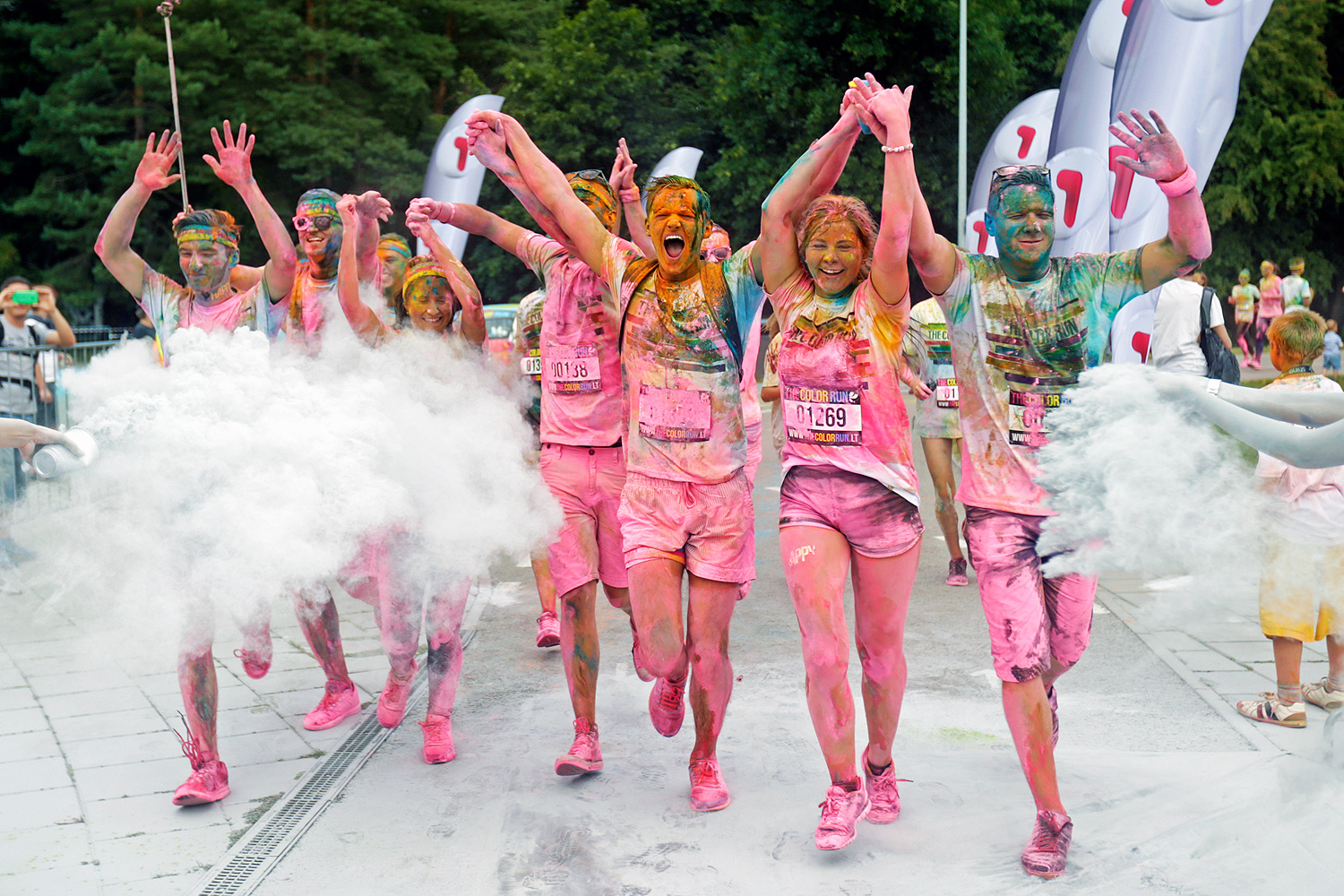

The Color Run is een internationaal loopevenement over een parcours van 5 km waarbij geen tijd wordt genoteerd. Het loopevenement kent geen winnaars of prijzen, lopers worden in diverse kleurpoeders ondergedompeld bij speciale kleurenzones langs het parcours. The Color Run kenmerkt zich door dans en het strooien met gekleurde poeder (maïzena).

## Geschiedenis

### Oprichting
Het idee van The Color Run is ontstaan vanuit het India Holi Festival dat zich kenmerkt door dans, zang, versnaperingen en het strooien met gekleurd poeder, parfum en het sprenkelen van gekleurd water. The Color Run werd in maart 2011 opgericht door Travis Snyder, in een poging om professionals en beginnende hardlopers te stimuleren om samen te lopen voor het plezier en zonder tijd. De inspiratie om verschillende kleuren toe te voegen aan het evenement kwam mede door Disney's World of Color en andere soortgelijke evenementen.
De eerste editie vond plaats in januari 2012 in Phoenix, Arizona met 6.000 deelnemers.

### Internationale groei
In 2012 werd The Color Run in meer dan 50 Noord-Amerikaanse steden georganiseerd, met in totaal meer dan 600.000 deelnemers. In 2013 werd het evenement ook op andere continenten georganiseerd, daarbij werd het kleurrijke evenement in meer dan 130 steden in de Verenigde Staten, Zuid-Amerika, Europa en Australië gehouden.
In februari 2013 kondigde IMG Worldwide een meerjarige samenwerking met The Color Run LLC aan, met plannen om het evenement uit te breiden naar tientallen landen in Europa en Azië. Sinds de oprichting zijn er internationaal honderden soortgelijke loopevenementen gelanceerd.
Anno 2014 wordt het loopevenementen wereldwijd georganiseerd in diverse groten steden zoals Hongkong, Shanghai, Beijing, Singapore, Seoel, Bangkok, Kuala Lumpur, Dubai, Barcelona, Madrid, Amsterdam, Brussel, Londen, Dublin, Manchester, Toronto, Vancouver en Gaborone.

### Nederland
Sinds 2013 wordt het loopevenement ook in Nederland georganiseerd. Vooralsnog wordt het in de steden Amsterdam, Utrecht en Zwolle gehouden. Net5 heeft zich in Nederland aan het evenement verbonden als hoofdsponsor.
In 2016 was SkyRadio de hoofdsponsor.

Color Run in Nederland
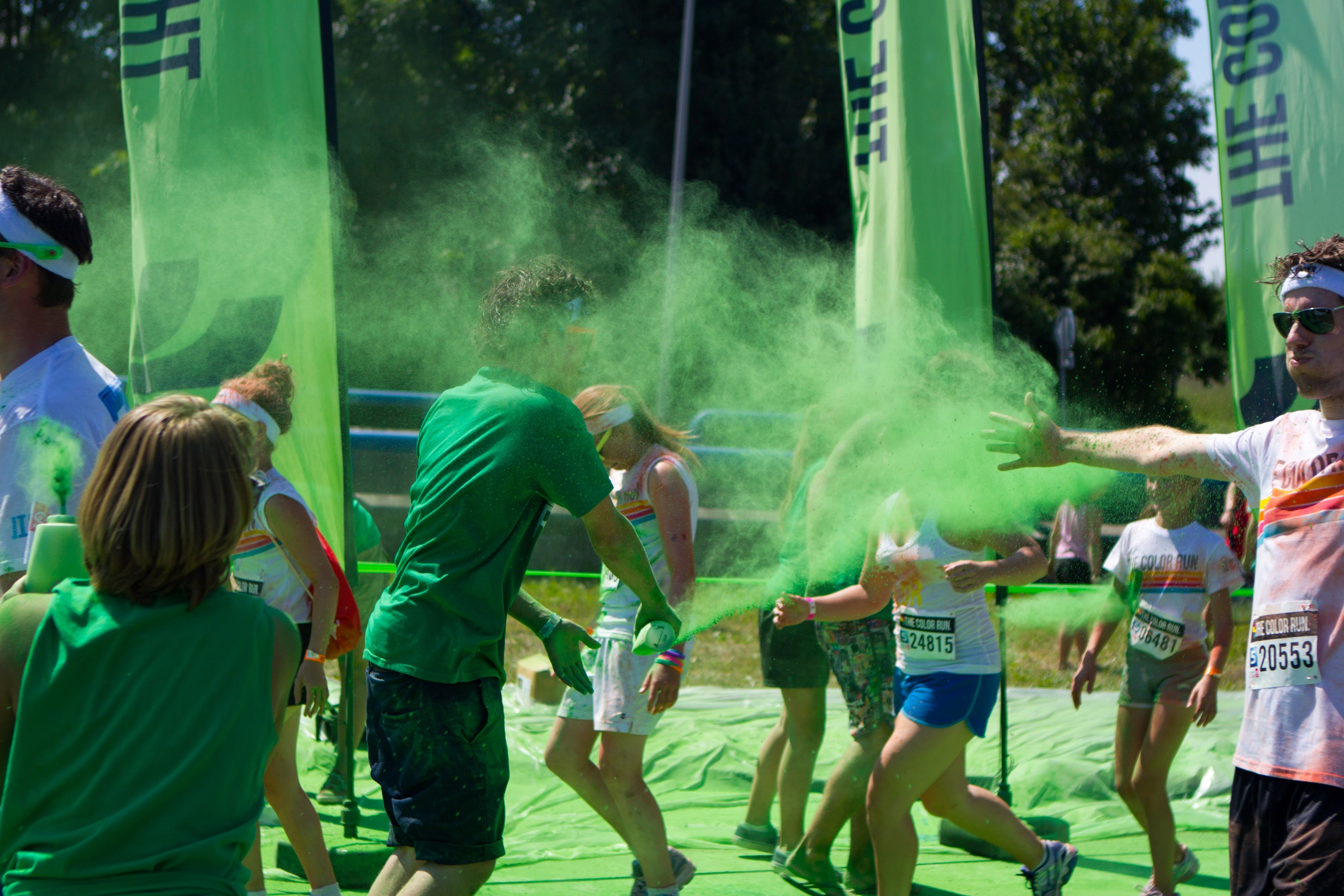
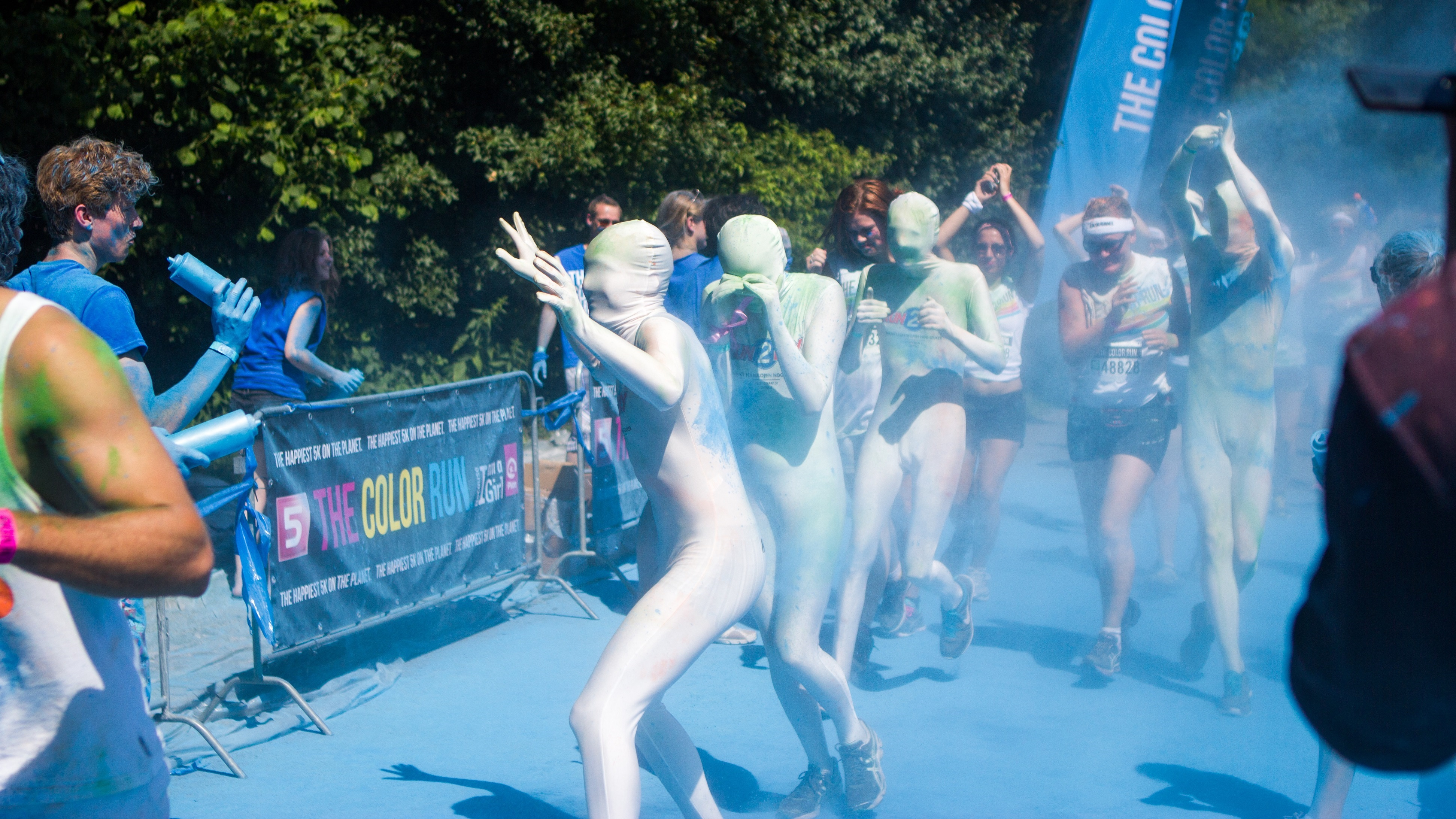
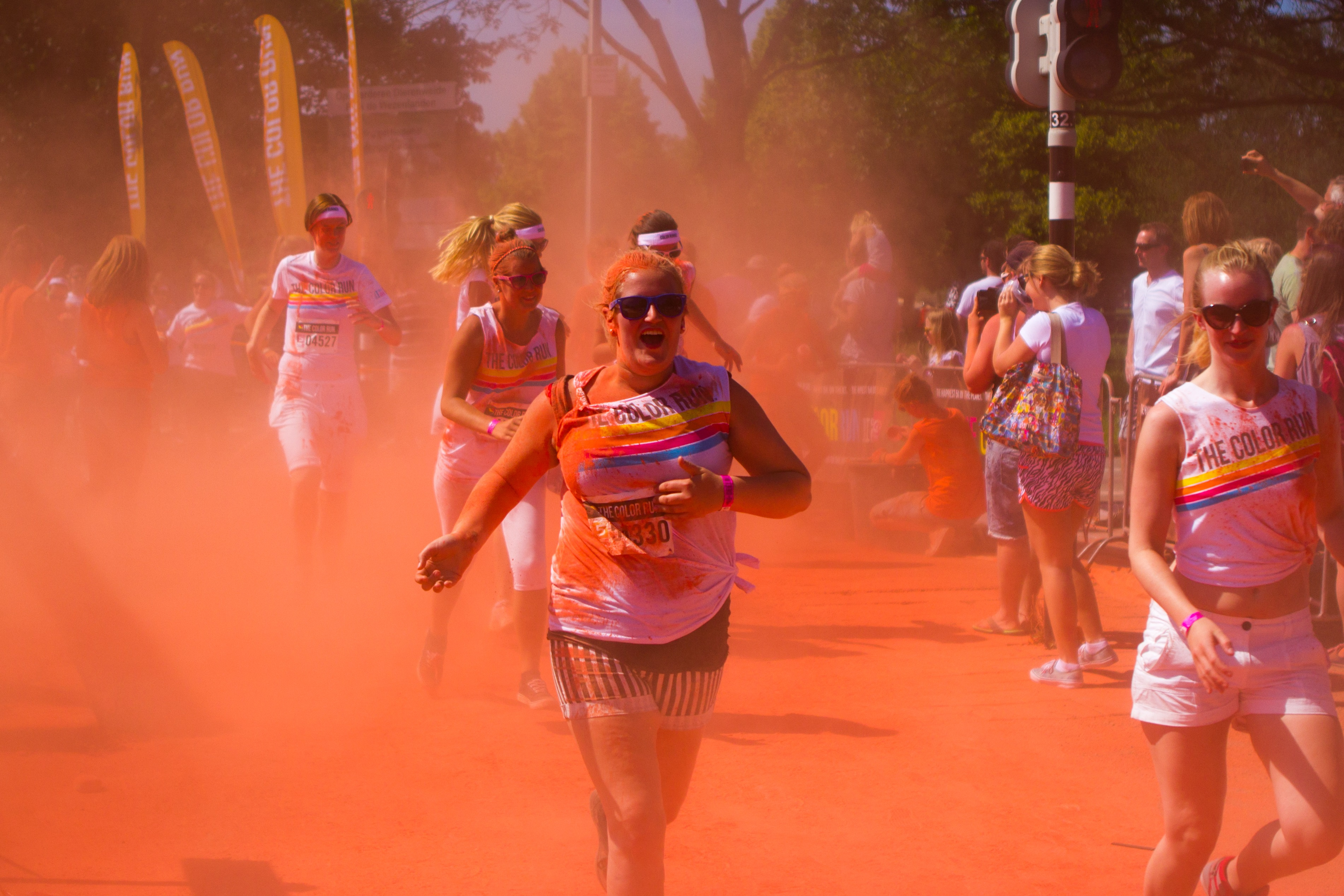
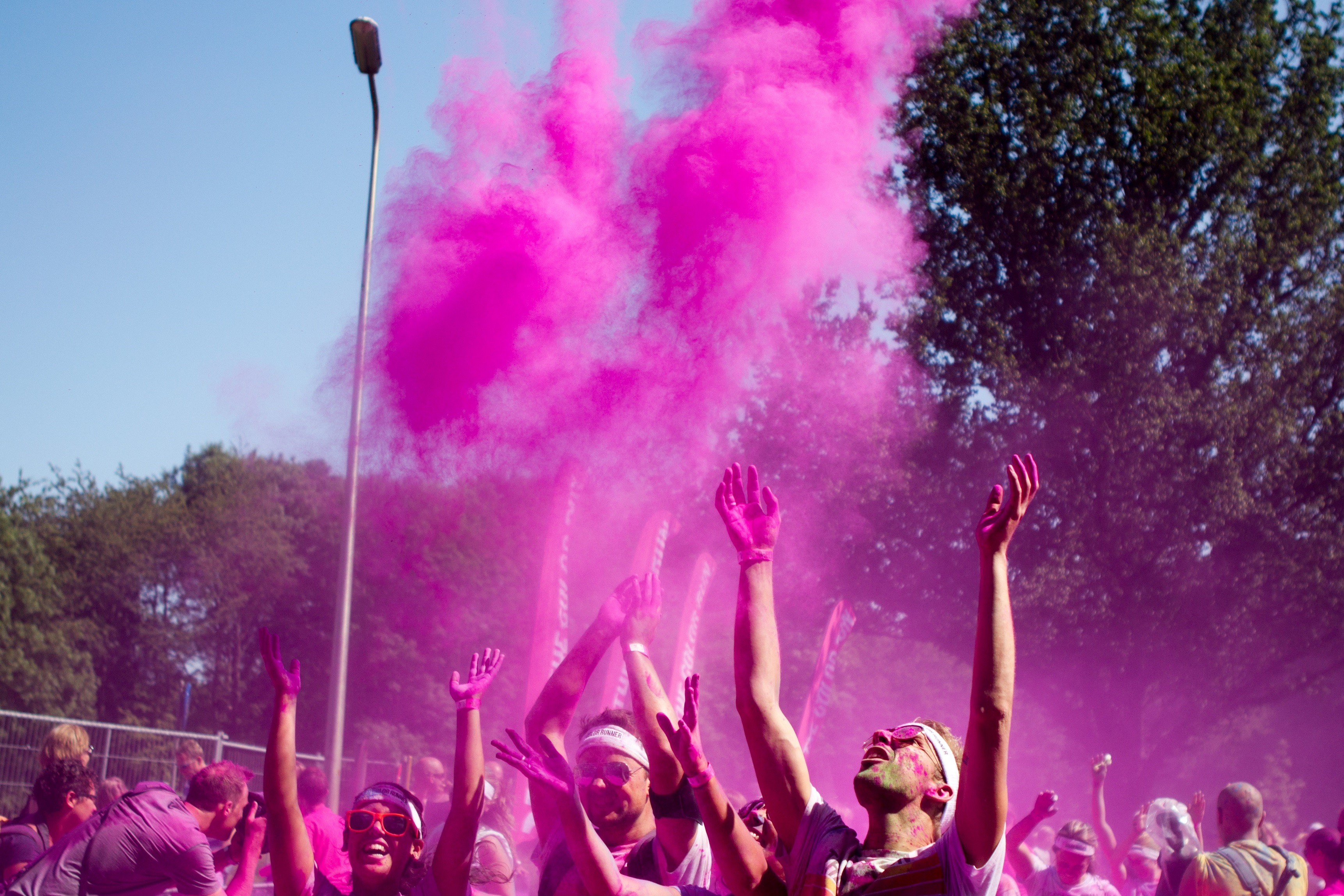

## Deelnemers
Het hardloopevenement wat zonder tijd wordt gehouden benadrukt dat plezier maken belangrijker is dan het neerzetten van een goede tijd zoals bij traditionele hardloopwedstrijden gebruikelijk is.
Volgens cijfers van The Color Run uit 2012 doet 60% van het deelnemersveld voor het eerst mee aan een loopevenement. In 2013 waren en naar schatting één miljoen deelnemers wereldwijd.
Lopers starten veelal gekleed in een wit outfit, en passeren eenmaal per kilometer een kleuren zone. Elke kleurenzone wordt ingericht met een andere kleur poeder wat door middel van nevelflessen over de deelnemers heen wordt gegooid. Dit poeder is maïzena waar een natuurlijke kleurstof aan is toegevoegd. Na de finish vindt er doorgaans een feest plaats.

## Liefdadigheid
The Color Run LLC is een commerciële organisatie. Een deel van de opbrengst wordt gedoneerd aan een nationaal of lokaal goed doel zoals een kinderziekenhuis of een lokale voedselbank.

### Kritiek
Negatieve kritiek komt voort vanuit het feit dat The Color Run LLC een commerciel bedrijf is. Sommige deelnemers zijn boos vanwege de verdeling van de opbrengsten, niet de gehele opbrengst wordt gedoneerd aan goede doelen.